# نوتر-دام-اوکسیلیاتریس-دو-بوکلان، کبک
نُتر-دام-اُکسیلیاتریس-دُ-بوکلان (به فرانسوی: Notre-Dame-Auxiliatrice-de-Buckland) قصبه‌ای در منطقه شهری بلشاس ناحیه شودییر-آپالاش در استان کبک کانادا است. در سرشماری سال ۲۰۱۱ این قصبه ۸۰۰ نفر جمعیت داشته‌است و مساحت آن ۹۶٫۳۲ کیلومتر مربع است.